# Жидек, Павел
Павел Жидек (чеш. Pavel Židek, лат. Paulus Paulirinus или Paulus de Praga; 1413 — около 1471) — чешский писатель
.
По происхождению еврей; учился в Вене и Италии, главным образом медицине. Вступив в духовный сан и вернувшись в 1442 на родину, получил от Пражского университета степень магистра и был назначен каноником. Ревностная защита интересов Римско-католической церкви против гуситов заставала его удалиться из Праги в Краков, а затем — в Бреславль.
За переход на сторону гуситов он был посажен в тюрьму, но получил свободу стараниями короля Георгия Подебрада и затем (с 1466) жил при его дворе в Праге. По его поручению Жидек написал «Хронику» (на чешском языке) и один из главных своих трудов «Sprawowna», то есть книгу об обязанностях короля. Жидек умер, вероятно, скоро после смерти короля (1471).
Другой важный труд Жидека — энциклопедия на латинском языке «Liber magnus» или «Viginti artium liber», хранящаяся в рукописи в библиотеке Краковского университета и долго приписывавшаяся пану Твардовскому. Её описал Мушковский. Другие сочинения Жидека утеряны.